# パワープレイ (映画)
『パワープレイ』（Power Play）は、1978年に公開されたイギリス・カナダ合作の政治スリラー映画。出演はピーター・オトゥール、デヴィッド・ヘミングス。
エドワード・ルトワックの1968年のノンフィクション戦略本『クーデター入門 その攻防の技術』を原作としている。『Coup d'Etat』と言う題名としても知られていた。2005年にNew Star Videoから『A State of Shock』というタイトルでリリースされた。

## キャスト
| 役名                   | 俳優                       | 日本語吹替                                                                                      |
| 役名                   | 俳優                       | TBS版                                                                                           |
| ---------------------- | -------------------------- | ----------------------------------------------------------------------------------------------- |
| ゼラー大佐             | ピーター・オトゥール       | 金内吉男                                                                                        |
| ナリマン大佐           | デヴィッド・ヘミングス     | 仲村秀生                                                                                        |
| ブレア                 | ドナルド・プレザンス       | 島宇志夫                                                                                        |
| ジーン・ルソー博士     | バリー・モース             | 加藤精三                                                                                        |
| レイモンド・カサイ大佐 | ジョン・グラニック         | 寺島幹夫                                                                                        |
| バリエントス大佐       | ジョージ・トリアトス       | 阪脩                                                                                            |
| ヒルズマン             | チャック・シャマタ         | 幹本雄之                                                                                        |
| ドミニク               | イーライ・リル             | 矢田耕司                                                                                        |
| スタフェンバーグ       | ダグ・レノックス           | 宮村義人                                                                                        |
| ドナ                   | アルバータ・ワトソン       | 信沢三恵子                                                                                      |
| ミン                   | オーガスト・シェレンバーグ | 藤本譲                                                                                          |
| アンワー               | ハーヴェイ・アトキン       | 池田勝                                                                                          |
| 不明 その他            |                            | 上田敏也 野本礼三 菊池紘子 田原アルノ 田中幸四郎 広瀬正志 山崎勢津子 佐藤雅子 池田真 渕崎ゆり子 |
|                        |                            |                                                                                                 |
| 演出                   | 演出                       | 小林守夫                                                                                        |
| 翻訳                   | 翻訳                       | 山田実                                                                                          |
| 効果                   | 効果                       | 芦田公雄                                                                                        |
| 調整                   | 調整                       | 横路正信                                                                                        |
| 制作                   | 制作                       | 東北新社                                                                                        |
| 解説                   | 解説                       | 荻昌弘                                                                                          |
| 初回放送               | 初回放送                   | 1980年9月8日 『月曜ロードショー』                                                               |